# Theo Dijkstra
Theo Dijkstra (Wuppertal, 28 oktober 1944 – Gouda, 18 juli 2015) was een Nederlands dammer woonachtig in Tavira (Portugal). Hij was sinds 2008 FMJD Meester van de Fédération Mondiale du Jeu de Dames (FMJD).

## Biografie
In 1957 werd hij lid van damvereniging Treebeek in Limburg en werd enkele malen Limburgs jeugdkampioen en nam twee maal zonder veel succes deel aan het nationaal jeugdkampioenschap (1961 en 1963). Hij werd meerdere malen militair kampioen.
Als sponsorwerver, teamleider en speler, werd zijn team Priva de Lier in het seizoen 1994/1995 landskampioen.
Winnaar Plusminus 55 toernooi Lent 2003 en 2004. Kampioen van Portugal 2006 en 2011. 2e in het Golden Prague toernooi 2008 en Guadeloupe toernooi 2009.
Dijkstra won het Cambridge toernooi van 2010 en 2011.

### Bestuurder
Van 1987 tot 1998 was Dijkstra bestuurslid van de Koninklijke Nederlandse Dambond (KNDB).
In 1998 werd hij Lid van verdienste KNDB. Verder was hij nationaal trainer A en B en nationaal arbiter.

### Organisator
Dijkstra organiseerde in 1994 het wereldkampioenschap dammen in Den Haag. Sinds 2009 organiseerde hij het internationaal damtoernooi Tavira-Open, in Portugal.